# Trouble (album de Natalia Kills)
Pour les articles homonymes, voir Trouble.
Albums de Natalia Kills
Perfectionist
(2011)
Singles
1. Problem
Sortie : 12 mars 2013
2. Saturday Night
Sortie : 28 juin 2013
3. Trouble
Sortie : 8 avril 2014

Trouble est le deuxième album studio de la chanteuse britannique Natalia Kills. Il est sorti le 3 septembre 2013 outre-Atlantique sous les labels Cherrytree Records, will.i.am Music Group et Interscope. L’enregistrement de cet opus a démarré au début de l’année 2012 et a pris place à Los Angeles et à New York. Pendant ces sessions, Kills était accompagnée par certains producteurs dont Jeff Bhasker, qui a fait office de producteur délégué. Il a aussi assuré une multitude de tâches productives, incluant la production en général, l’instrumentation et la composition des chansons.
Ne s’identifiant pas à la musique populaire contemporaine, Kills a totalement renoncé à prolonger le contenu sonore et lyrique de son premier album, Perfectionist (2011). Musicalement, Trouble témoigne d’une atmosphère plus lourde, faisant l’utilisation fréquente de fortes percussions et de guitares électriques. La section lyrique, en grande partie coécrite par Bhasker et Kills, explore l’enfance et l’adolescence de cette dernière. Accompagnant l’album, sa pochette a été conçue par Kills et symbolise ses principaux thèmes. Lors de sa parution, les critiques musicales ont fait l’éloge de la cohésion de l’album et ont perçu une évolution quant à la manière dont Kills compose ses textes.
L’album a été annoncé avec la parution d'un clip vidéo pour Controversy en septembre 2012 ; depuis, il a été promu de manière large. Trois singles ont été exploités, accompagnés par leurs clip vidéos respectifs. Problem et Saturday Night ont précédé la sortie de l’opus ; plus tard, uene version revisitée de la chanson-titre a servi de troisième et dernier single. En plus d’avoir été interrogée par une variété de revues, Kills s’est également produite sur scène lors de certains événements. Le disque, toutefois, a omis de se placer dans les hit-parades internationaux, à l’exception du classement américain Billboard 200, dans lequel il a fait son entrée à la soixante-dixième place, avec un chiffre de vente de plus de 6 000 exemplaires lors de sa première semaine d’exploitation dans le pays.

## Développement et enregistrement

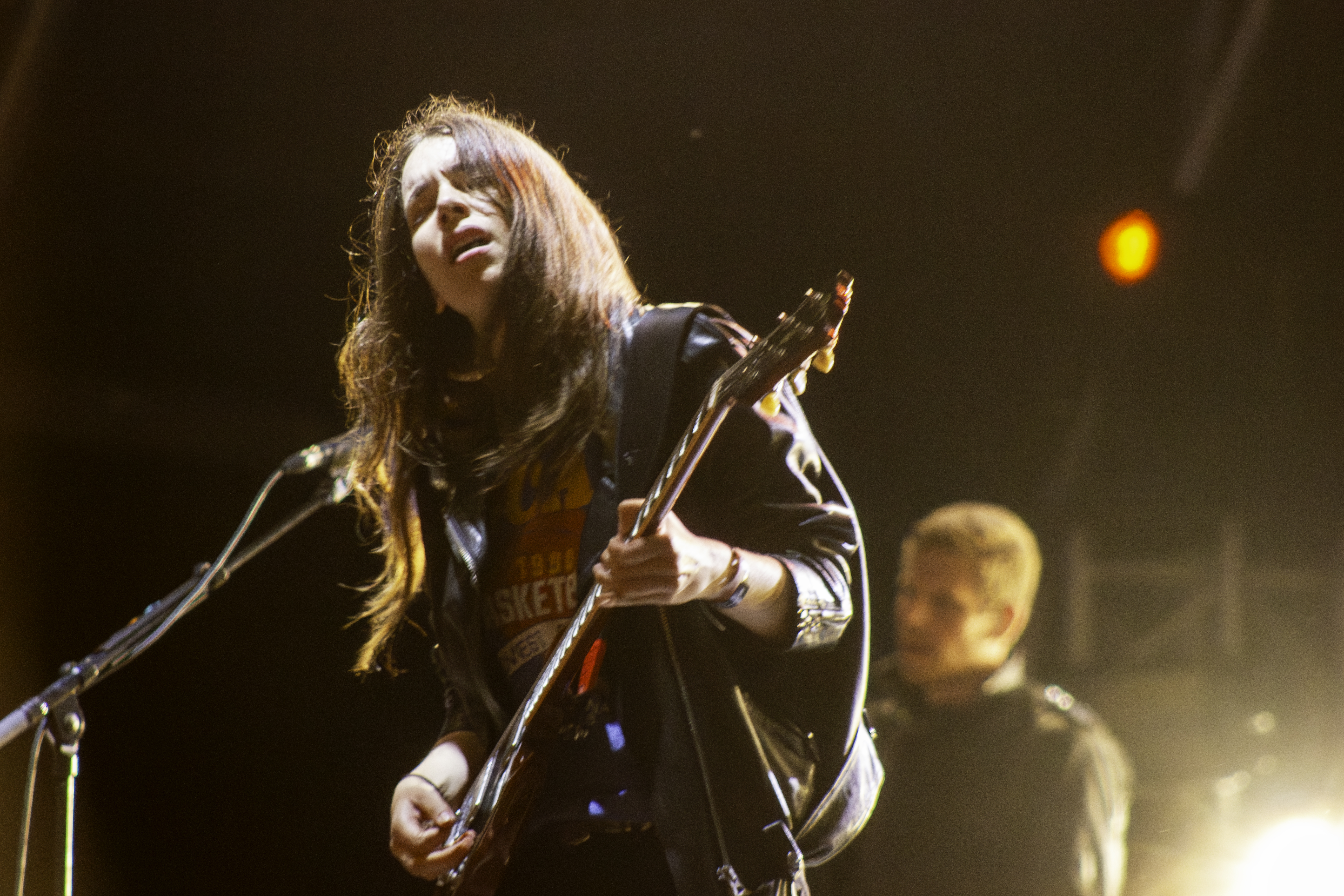
Danielle Haim joue de la guitare sur certains titres de Trouble.

Kills a commencé, de manière approximative, à enregistrer de nouveaux morceaux un an après la sortie de son premier album studio, Perfectionist. Celui-ci avait été produit par des artistes tels que Martin « Cherry Cherry Boom Boom » Kierszenbaum ou encore Jeff Bhasker et avait été publié en mars 2011, suivi par un accueil critique. Il a engendré trois singles qui, de manière similaire à Perfectionist, ont réalisé une performance modérée dans les classements musicaux européens. En 2011 et en 2012, Kills a participé à d’autres projets musicaux, notamment en collaborant avec des groupes. Elle a fourni une partie vocale pour la chanson 2 Is Better des Far East Movement et pour le morceau 1974 du groupe The Knux. Kills avait également participé à la chanson Champagne Showers du duo LMFAO, qui a connu un succès mitigé à l’échelle internationale, avant de collaborer avec la disc jockey Tatana pour son titre You Can't Get In My Head (If You Don't Get In My Bed).
Trouble a été essentiellement enregistré dans les studios Enormous, situés à Los Angeles. D’autres chansons ont été achevés dans les studios Record Plant de la même ville, ainsi que dans les studios Jungle City à New York. Les studios d’Emile ont servi de lieu d’enregistrement secondaire pour la chanson Watching You, qui a été produite et instrumentée par son propriétaire, Emile Haynie. Contrairement à Perfectionist, un nombre limité de producteurs ont été enrôlés pour Trouble ; Kills a travaillé avec les musiciens Guillaume Doubet, Glass John et Haynie pour la première fois. Bhasker a été affecté pour la production ainsi que pour plusieurs tâches d'exécution dont la production générale, l’instrumentation, la programmation et les processus de postproduction. Il a déclaré que sa production sur cet album était « l’un de ses meilleurs travaux » et a indiqué qu'elle possède des « angles sombres ». Bhasker a été crédité en tant que choriste pour certains titres comme Devils Don't Fly et Problem. La guitare électrique a été jouée par Danielle Haim et Jimmy Messer, tandis que le clavier a été joué par Haynie. La programmation a été assurée par Doubet, Haynie et par le producteur américain Mike Will Made It. Pawel Sek, Messer, Tyler Sam Johnson et Rob Suchecki ont servi d’ingénieurs pour certaines chansons de l’album. Bhasker et Tony Maserati ont mixé Trouble et son matriçage a été contrôlé par Chris Athens dans ses studios éponymes.

## Composition
D’après Kills, Trouble représente une résignation intégrante vis-à-vis de son premier album studio. Musicalement, les traces de musique synthpop trouvables dans Perfectionist ont été désintégrées en faveur d’une musique pop, orientée punk, à « fort impact ». La chanteuse a décrit cette sonorité comme un mélange de fortes percussions hip-hop à des instrumentales menées par une guitare électrique. Paula Yeoman du journal quotidien The New Zealand Herald a jugé la partie musicale de l’album comme étant de genre pop tout en étant « beaucoup plus sombre », observant ainsi des ressemblances avec les œuvres d’artistes tels que Lana Del Rey, Lady Gaga ou encore Gwen Stefani. Matt Collar du site Web AllMusic a toutefois estimé que le ton global du disque a été influencé par les attitudes de Stefani, de Grimes et de Courtney Love.
De même, le lyrisme de Trouble s’écarte de celui que l’on pouvait trouver dans Perfectionist. Alors que ce dernier explorait les ambitions et le côté perfectionniste de Kills, celui-ci narre son enfance et son adolescence, périodes durant lesquelles elle a quitté son domicile très tôt et a développé des comportements dangereux. L’interprète a déclaré qu’elle a conceptualisé l’album afin de représenter ses expériences en tant qu’adolescente et avec des sentiments de « perte totale du contrôle ». Elle a considéré que cette tentative était « relativement difficile », car il s’agit de la confrontation de ses problèmes passés, bien qu’elle désirait en tenir compte dans les paroles des chansons, pensant que ceux-ci l’aiderait à mieux définir sa personnalité. Elle a également affirmé : « Une fois que je commence à composer, je ne peux plus m’arrêter » et a comparé ce processus à une « confession ».
Television et Rabbit Hole sont des morceaux qui font opposer leurs parties lyriques « sombres et sinistres » à leurs productions entraînantes. Le premier, qui a été décrit par Romy Olutski du Harper's Bazaar comme un titre « plus alternatif », s’ouvre avec des sirènes de police et comprend une instrumentation qui introduit progressivement des guitares électriques ainsi que des percussions, accompagnées par un effect vocoder. Le second, quant à lui, inclut des références explicites aux drogues récréatives et aux relations sexuelles, tout en utilisant la métaphore « tomber dans le terrier du lapin » pour exprimer le fait de « tomber amoureux » et de « tomber dans un piège », en même temps,. Problem, désigné comme étant un morceau pop, est aussi influencé par plusieurs styles de musique rock comme le garage mais aussi le pop rock ; ce dernier style est aussi incorporé dans la chanson-titre de l’opus. Tout au long de celle-ci, Kills chante avec une voix brute et « épuisée », qui est elle-même soutenue par des « chœurs aux influences rock arena ».
Daddy's Girl, qui a été choisie par Kills comme étant sa chanson préférée de l’album, comprend un échantillon de Rich Girl du duo américain Hall & Oates sur un « rythme sourd »,. Qualifiée de « chanson d’amour », elle parle du support et de la « dévotion » que portait la mère de Kills pour son père alors qu’il était incarcéré. Le deuxième single, Saturday Night, emploie des synthétiseurs sur une instrumentale « orientée-new wave »,. La piste a été décrite comme « autobiographique » et évoque le fait de grandir dans un foyer dans lequel des violences conjugales se produisent ; Kills l’a également qualifié de morceau qui « nous fait sentir bien quand tout ne l’est pas ». Les seules ballades sentimentales de cet album sont Devils Don't Fly et Marlboro Lights. Le principal instrument utilisé dans le second titre est le piano, tandis que le premier incorpore davantage d’instrumentation, dont notamment un orgue et des claviers,. Sam Lansky du site Web Idolator a interprété la partie lyrique de Devils Don't Fly comme « conceptuellement vive ». D’après Lansky, la huitième piste, Outta Time, est une « survivance [des] groupes féminins en vogue dans les années 1960 ».

## Pochette
La pochette de Trouble montre Kills, arborant une robe du couturier népalo-américain Prabal Gurung, au milieu d’objets tels que des bouteilles de champagne, des voitures de police, des montres et un rouge à lèvres. Kills a réalisé elle-même le collage présent sur la pochette en imprimant des photos fournies par Getty Images et en les découpant. Elle a comparé cette jaquette à un « panneau d’affichage d’une petite fille ». Kills a déclaré que l’album était « comme un collage de tous les mauvais souvenirs et pires erreurs [qu’elle n’avait] jamais faites ou ressentis » et qu’elle voulait concevoir un vrai collage de « tous les éléments et moments » qui sont mentionnés dans le disque. Bianca Gracie du site Web Idolator la décrite comme une pochette « kitsch années 1980 ». Kills a indiqué que le symbolisme se cachant derrière le champagne et les montres Rolex est lié à la chanson Daddy's Girl, dans laquelle on retrouve les paroles : « Let them take it all away / The sweet rosé, the Cartier / Stop the world and call your name / I’d give you all my freedom, babe ». Elle a conclu en ajoutant que ces lignes signifiait qu’elle échangerait volontiers toutes les possessions de sa famille afin de voir son père revenir vers eux.
La bouteille de champagne représente le choix de boisson alcoolisée de son père, les menottes symbolisent les problèmes juridiques que Kills a connus à l’adolescence et, enfin, les perles et les roses représentent les cadeaux que ses anciens petits amis lui avaient offerts pour la « rendre heureuse de nouveau ». La pochette comprend aussi des extraits de vernis à ongles dégoulinant de chaque côté ; la chanteuse a dit qu’elle voulait que le visuel soit « en pleine fonte pour le ressentir vraiment » et qu’il lui rappelle aussi certains moments lorsqu’elle avait seize ans, qu’elle vivait seule et qu’elle essayait de s’appliquer du rouge à lèvres mais qu’elle ne le faisait pas correctement, commentant : « À chaque fois que j'essayais de me faire les ongles, ça se terminait en un bordel total. Je finissais essentiellement en peignant tout mon doigt et ça coulait de partout. Cette sensation est un type de folie, mêlant une fonte et un ruissellement de sentiment qui nous donne l’impression qu’on possède le contrôle, qu’on peut tout faire et vivre mieux que tout le monde autour de nous ; Et puis, on fout tout en l’air. Je voulais vraiment trouver un moyen de capturer ce sentiment et c’est ma façon de faire [en ayant ajouté du vernis sur la pochette] ».

## Accueil critique
Trouble a suscité une réaction positive de la part des critiques de musique. Matt Collar du site Web AllMusic lui a attribué une note de trois étoiles et demi sur cinq, le qualifiant de « pantomime que de nombreux artistes ont essayé de reproduire depuis que Madonna a interprété une chanson à propos d’une expérience sexuelle si révélatrice qu’elle lui a rendu sa virginité ». Il a également noté que la personnalité de Kills, bien que semblable à celle de Pink et de Lady Gaga, est « suffisante [...] pour maintenir votre attention ». Sam Lansky du site Web Idolator a souligné la production de Bhasker, qu’il crédité comme étant « cohérente » avec le reste de l’album. Lansky a estimé que Kills a évolué en tant que compositrice et a mis en avant une certaine légitimité, de même qu’une « richesse », quant aux chanson de Trouble. Le magazine So So Gay a fait l’éloge de Trouble en le mettant en avant comme étant une évolution vis-à-vis de son précédent album et a déclaré que Kills « reste largement ignorée et sous-estimée ; ce qui est surprenant compte tenu de la qualité de ses deux albums. C’est une sorte d’anti-princesse de la pop ».
Le site Web MuuMuse a également rédigé un commentaire très positive à l’égard de l’album, indiquant que « Trouble est un disque qui comprend une production pop bien conçue et polie, avec des bords très nettes. Il est également polyvalent — une autobiographie, une sorte de liste de lecture tapageuse pour pré-soirée et une séance thérapeutique tout en un. Les chansons sont cohérentes et intelligemment mises à nu par rapport à notre âme, de manière qu’elles ne soient pas trop exploitées ni trop cliché. Natalia ne fait aucune excuse et arbore chacune de ses cicatrices sur son deuxième album — quelque chose que ses fans, les critiques et les nouveaux auditeurs amateurs vont sans doute apprécier ». Paula Yeoman du journal quotidien The New Zealand Herald a indiqué que les auditeurs de musique pop « devraient prêter attention à » l’album, auquel la rédactrice a donné une note de trois points et demi sur cinq. Mike Wass d’Idolator a choisi Trouble comme étant son album préféré de l’année 2013, alors que David Byrne et Tony Peregrin du journal Windy City Times ont mentionné l’album comme étant l’un des projets « les plus excellents » de l’année 2013. Le disque a fait son entrée dans le classement américain Billboard 200 à la 70e place, devenant ainsi son album le plus haut placé dans ce hit-parade, avant de le quitter une semaine plus tard. Aux États-Unis, il s’est vendu à plus de 6 000 exemplaires lors de sa première semaine d’exploitation, soit près de la moitié du nombre total de copies vendues pour Perfectionist.

## Promotion
L’annonce de l’arrivée du second album studio de Kills a été effectuée avec la parution d’un clip vidéo pour son premier single promotionnel, Controversy, au milieu du mois de septembre 2012. Lors d’une entrevue pour le magazine Glamour, Kills a déclaré : « J’ai décidé de faire paraître “Controversy” en premier lieu car il s’agit d’un “collage verbal” de toutes les choses que nous voyons quotidiennement et que nous refusons d’accepter, en particulier dans l’ère de l’Internet, où nous pouvons littéralement voir tout et n’importe quoi instantanément. C'est là que va le monde aujourd’hui : nous rions et nous nous moquons des autres personnes qui souffrent plus ».

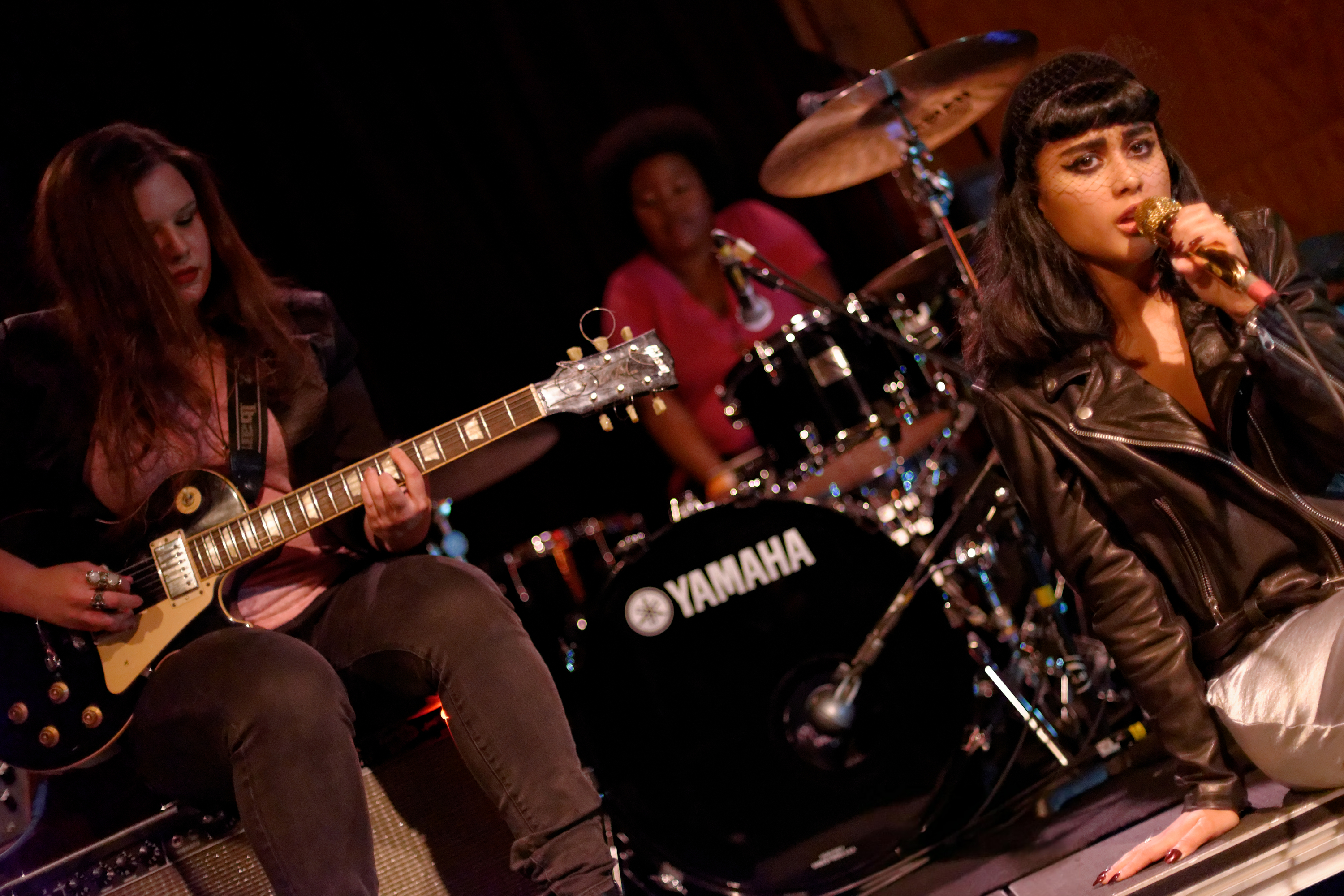
Natalia Kills lors d’un concert en février 2014.

Le premier single, Problem, a été livré aux détaillants numériques par Interscope au milieu du mois de mars 2013, suivi trois mois plus tard par son clip vidéo. Le même mois, Saturday Night a été choisi comme deuxième single. Il a reçu des critiques positives de la plupart des critiques de musique,. Le 3 janvier 2014, le label Cherrytree a annoncé la mise en place d’un concours pour sélectionner la pochette du troisième single.
Le 25 août 2013, Kills a participé à une soirée de préparation en l'honneur des MTV Video Music Awards à Brooklyn, durant laquelle ont été interprétés plusieurs titres issus de Trouble. Elle a déclaré avoir travaillé dur sur cette prestation afin de « faire quelque chose sur scène qui soit à distance précise » de la pochette de l'album et de la musicalité des morceaux. Deux jours plus tard, la chanson Outta Time a été offerte en téléchargement gratuit via une lettre d'information envoyée par Polydor. Le second opus de l'artiste a officiellement été publié le 3 septembre 2013 en téléchargement légal sur le continent nord-américain et en version CD dans certains pays à travers le monde,. Étant le second single promotionnel, Outta Time a été publié sur iTunes en tant que Single Gratuit de la Semaine, coïncidant avec la sortie nord-américaine de Trouble. Le même jour, une lyric video pour le morceau a été dévoilée sur YouTube. En outre-Atlantique, la version physique de l'album était disponible dans les bacs entre les 10 et 17 septembre 2013, aux États-Unis et au Canada, respectivement.
Le 3 septembre, elle a également livré une entrevue pour le Glamour et, par la même occasion, a dévoilé le morceau Boys Don't Cry en avant-première sur le site-web du magazine. Le 18 octobre 2013, un remix de la chanson a été dévoilé via Cosmopolitan. De façon à avancer dans la promotion de l'album et des singles, Kills a été interviewée par un certain nombre de magazines et de sites-web, tels que Billboard, Teen Vogue, Ladygunn, Refinery29 et Playboy. Le 9 octobre 2013, elle a donné un concert dans une boite de nuit à Chicago et un autre à l'Hotel Roosevelt d’Hollywood le 31 décembre 2013. Elle avait également été conviée à une représentation acoustique par Yahoo! Music. Lors d'un voyage promotionnel en Nouvelle-Zélande, elle a répondu présente lors de la cérémonie des Vodafone New Zealand Music Awards.

## Liste des pistes
| 1.    | Television       | Natalia Kills, Jeff Bhasker, Guillaume Doubet | Bhasker, Doubet[a]                  | 5:54 |
| 2.    | Problem          | Kills, Bhasker, Doubet, Sky Montique          | Bhasker, Doubet[a], Emile Haynie[b] | 3:43 |
| 3.    | Stop Me          | Kills, Bhasker, Haynie                        | Haynie, Bhasker                     | 3:45 |
| 4.    | Boys Don't Cry   | Kills, Bhasker                                | Bhasker, Haynie[b]                  | 3:36 |
| 5.    | Daddy's Girl     | Kills, Doubet, Daryl Hall                     | Bhasker, Doubet[a]                  | 3:33 |
| 6.    | Saturday Night   | Kills, Bhasker                                | Bhasker                             | 4:46 |
| 7.    | Devils Don't Fly | Kills, Bhasker, Glass John                    | Bhasker, Glass John[a]              | 4:37 |
| 8.    | Outta Time       | Kills, Bhasker                                | Bhasker                             | 3:42 |
| 9.    | Controversy      | Kills, Bhasker, Doubet                        | Bhasker, Doubet[a]                  | 4:51 |
| 10.   | Rabbit Hole      | Kills, Bhasker, Doubet                        | Bhasker, Doubet[a], Glass John[b]   | 3:14 |
| 11.   | Watching You     | Kills, Bhasker, Haynie                        | Haynie, Bhasker                     | 3:49 |
| 12.   | Marlboro Lights  | Kills, Bhasker                                | Bhasker                             | 4:05 |
| 13.   | Trouble          | Kills, Bhasker                                | Bhasker, Haynie[b], Doubet[b]       | 4:19 |
| 53:54 |                  |                                               |                                     |      |

Notes
a  coproducteur
b  producteur supplémentaire
- Problem contient des éléments et des extraits de King of the Beats, du groupe américain Mantronix.
- Stop Me contient des éléments et des extraits de Run Boy Run, interprété par Woodkid.
- Daddy's Girl contient des éléments et des extraits de Rich Girl, interprété par Hall & Oates et écrite par Daryl Hall.
- Controversy contient des éléments et des extraits de Young at Heart, interprété par Frank Sinatra.
- Rabbit Hole contient des éléments et des extraits de Hollaback Girl, interprété par Gwen Stefani.

## Crédits
Crédits extraits du livret de l’album Trouble, Interscope Records.
| - Jeff Bhasker – producteur, programmateur, guitariste, claviériste, ingénieur, mixeur, pianiste, organiste, choriste, producteur délégué - Guillaume Doubet – coproducteur, programmateur - Natalia Kills – vocaliste - Glass John – programmateur, coproducteur - Pawel Sek – ingénieur, choriste - Tony Maserati – mixeur - Chris Tabron – mixeur - Justin Hergett – mixeur assistant | - James Krausse – mixeur assistant - Chris Athens – matriceur - Emile Haynie – producteur délégué, programmateur, producteur, claviériste - Mike Will – programmateur - Tyler Sam Johnson – ingénieur - Rob Suchecki – ingénieur - Jimmy Messer – guitariste, ingénieur - Danielle Haim – guitariste |

## Classements
| Classement (2013)          | Meilleure position |
| -------------------------- | ------------------ |
| États-Unis (Billboard 200) | 70                 |

## Historique de sortie
| Pays               | Date(s)           | Format(s)                | Label(s)           |
| ------------------ | ----------------- | ------------------------ | ------------------ |
| États-Unis         | 3 septembre 2013  | Téléchargement numérique | Interscope Records |
| Canada             | 3 septembre 2013  | Téléchargement numérique | Interscope Records |
| Australie          | 6 septembre 2013  | Téléchargement numérique | Interscope Records |
| Allemagne          | 6 septembre 2013  | Téléchargement numérique | Interscope Records |
| République tchèque | 9 septembre 2013  | Téléchargement numérique | Interscope Records |
| Royaume-Uni        | 9 septembre 2013  | Téléchargement numérique | Interscope Records |
| France             | 9 septembre 2013  | Téléchargement numérique | Interscope Records |
| Espagne            | 9 septembre 2013  | Téléchargement numérique | Interscope Records |
| Italie             | 9 septembre 2013  | Téléchargement numérique | Interscope Records |
| États-Unis         | 10 septembre 2013 | CD                       | Universal Music    |
| Canada             | 17 septembre 2013 | CD                       | Universal Music    |